# بني حاشد (المحابشة)

تعديل مصدري - تعديل

بني حاشد هي إحدى قرى عزلة بني حيدان بمديرية المحابشة التابعة لمحافظة حجة، بلغ تعداد سكانها 740 نسمة حسب تعداد اليمن لعام 2004.